# Der Lausbub aus Amerika
Der Lausbub aus Amerika (Originaltitel: A Yank at Oxford) ist eine britische Filmkomödie aus dem Jahr 1938. Unter der Regie von Jack Conway ist Robert Taylor in der Titelrolle zu sehen.

## Handlung
Lee Sheridan gewinnt an seinem College einen Sportwettbewerb nach dem anderen. Sein Vater Dan, dem eine US-amerikanische Regionalzeitung gehört, unterstützt ihn tatkräftig bei seiner Sportlerkarriere und sorgt stets dafür, dass Lees Siege auf der Titelseite stehen. Doch Dan, der sich für Lee finanziell übernommen hat, droht nun, seine Zeitung zu verlieren. Lee lehnt daher ein Stipendium für das Cardinal College der University of Oxford ab, um seinem Vater dabei zu helfen, das nötige Geld aufzutreiben. Als Dan das Geld schließlich von dem Banker Ben Dalton erhält, begibt sich Lee unter Jubelrufen seiner Freunde und Anhänger auf den Weg nach England. Dort angekommen, trifft er im Zug nach Oxford auf die drei Studenten Paul Beaumont, Wavertree und Ramsey, die sich einen Spaß daraus machen, den von seinen sportlichen Triumphen prahlenden Lee am falschen Haltepunkt aussteigen zu lassen.
Als Lee in Oxford eintrifft, erlauben sich Paul und seine Freunde einen weiteren Scherz mit ihm. Sie veranstalten für ihn einen großen Empfang, für den sich Wavertree als Dekan des Cardinal College verkleidet. Lee durchschaut jedoch ihr Spielchen und rennt dem davoneilenden Wavertree hinterher. Doch statt Wavertree verpasst er dem echten Dekan einen Tritt in den Hintern. Lee will Oxford daraufhin wieder verlassen, sein persönlicher Diener Scatters überredet ihn jedoch zu bleiben. In einem Fahrradladen lernt Lee die verheiratete Elsa Craddock kennen, die auf den gutaussehenden Lee sofort ein Auge wirft. Mit ihrem Fahrrad trifft er anschließend im Sportstadion ein, wo er ganz von sich überzeugt seine läuferischen Fähigkeiten bei einem Wettrennen unter Beweis stellt. Er bringt Elsa, die in der Bücherei ihres weit älteren Ehemanns arbeitet, das Fahrrad zurück und trifft zwischen den Bücherregalen auf Pauls Schwester Molly, die er bereits im Zug nach Oxford kennengelernt hatte. Hatte sie ihn zunächst noch abblitzen lassen, beginnt Molly nun, mit ihm auszugehen.
Als Lee an einem Staffellauf zwischen Oxford und Cambridge nicht teilnehmen darf, schubst er Paul kurzerhand beiseite und gewinnt an seiner statt das für Oxford fast verlorene Rennen. Für seine Unsportlichkeit unterziehen ihn seine Kommilitonen einem Ritual und lassen ihn ohne Hosen auf dem Campus zurück. Weil er sich Paul dafür vorknöpfen will, begibt er sich auf die Suche nach ihm und findet ihn in einem Gasthaus bei einem geheimen Rendezvous mit Elsa vor. Sie beginnen sich zu prügeln, sehen sich dann jedoch gezwungen, vor Amtsträgern der Universität zu fliehen. Einer der Amtsträger wird von Lee zu Boden geschlagen, wofür jedoch Paul in der Folge verantwortlich gemacht und vom Dekan verwarnt wird. Selbst seine Freunde und Molly glauben Paul nicht, dass es eigentlich Lee war, der dem Mann einen Hieb versetzte.
Lee erfreut sich inzwischen großer Beliebtheit und trifft sich regelmäßig mit Molly. Er tritt dem Ruderclub von Oxford bei und reicht Paul nach einem gewonnenen Rennen freundschaftlich die Hand. Paul weist ihn jedoch ab. Eines Abends, als Elsa Paul vor ihrem eifersüchtigen Mann warnen will, versucht Lee, Elsa zu verstecken, um Paul weitere Unannehmlichkeiten zu ersparen. Craddock und der Dekan finden nun Lee und Elsa allein in einem Zimmer vor, und Lee muss daraufhin die Universität verlassen. Ohne von seinem Rauswurf erfahren zu haben, reist Lees Vater Dan nach England, um seinem Sohn beim Ruderrennen gegen Cambridge zuschauen zu können. Dort angekommen, kann Dan nicht glauben, dass Lee eine Affäre mit Elsa gehabt haben soll, hatte doch Lee in seinen Briefen immer nur von Molly geschwärmt. Dan sucht daraufhin Elsa im Buchladen auf und bringt sie dazu, mit dem Dekan zu sprechen. Diesem erzählt Elsa, dass sie sich eigentlich mit Wavertree getroffen habe und Lee seinen Freund nur in Schutz habe nehmen wollen. Wavertree wiederum, der sich bisher nichts zu Schulden kommen ließ, spielt mit und zeigt sich gar stolz, mit einer verheirateten Frau eine Affäre gehabt zu haben. Paul und Lee, der weiterhin in Oxford studieren darf, schließen Freundschaft und gewinnen das Ruderrennen gegen Cambridge.

## Hintergrund
Mitte der 1930er Jahre beschloss die britische Regierung, die Zahl der im Vereinigten Königreich gezeigten Filme aus dem Ausland zu beschränken. Infolgedessen beschloss das in Hollywood ansässige Filmstudio MGM eine Reihe von Prestige-Projekten in Großbritannien zu realisieren, um sich den dortigen Absatzmarkt zu erhalten. Neben Fachkräften aus Hollywood sollten dabei gezielt Briten in Stab und Besetzung vertreten sein. Der Lausbub aus Amerika war der erste Film, den MGM in den englischen Denham Studios produzieren ließ. Allein die britischen Arbeitskosten betrugen 112.000 Pfund. Da nicht an Originalschauplätzen der University of Oxford gedreht werden durfte, musste die Universität in den Denham Studios nachgebaut werden. Als Filmarchitekt kam dabei der Brite Lawrence P. Williams zum Einsatz. Zum Teil diente auch Denham Court in Buckinghamshire als Drehort. Weitere Szenen des Films, dessen Produktion insgesamt 900.000 Dollar kostete, entstanden in den MGM-Studios in Culver City, Kalifornien.
Als Regisseur wurde Jack Conway verpflichtet. Die Kostüme gestaltete René Hubert. Die dem Drehbuch zugrunde liegende Geschichte schrieben Leon Gordon, Sidney Gilliat und Michael Hogan nach einer Idee von John Monk Saunders. Neben einer Reihe von anderen im Abspann ungenannten Autoren war auch F. Scott Fitzgerald mit Korrekturen und dem Schreiben von zusätzlichen Dialogen an der Entstehung des Drehbuchs beteiligt.

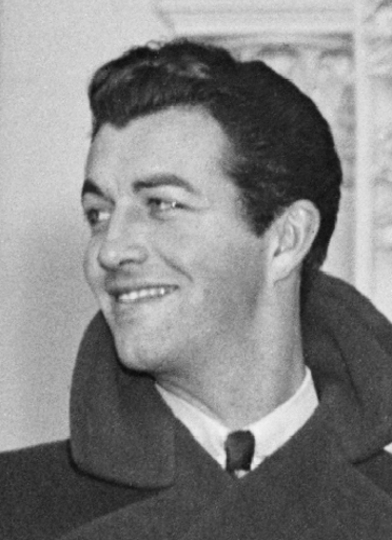
Robert Taylor (1937)

Hauptdarsteller Robert Taylor hatte sich Mitte der 1930er Jahre neben Irene Dunne in Magnificent Obsession (1935) und an der Seite von Greta Garbo in Die Kameliendame (1936) als romantischer Held Hollywoods etablieren können, dem vor allem das weibliche Publikum zugetan war. Männliche Zuschauer betrachteten ihn jedoch als verweichlicht, weshalb MGM-Chef Louis B. Mayer entschied, Taylor in der Rolle eines sportlichen Studenten maskuliner auftreten zu lassen. Um als Athlet in Der Lausbub aus Amerika zu überzeugen, unterzog sich Taylor einem harten Trainingsprogramm und trat gegen tatsächliche Sportler an. Auch setzte er sich für die Ruderszenen, die in kaltem Wasser gedreht wurden, jeden Morgen in eine mit Eis gefüllte Badewanne. Seine irischstämmige Leinwandpartnerin Maureen O’Sullivan traf am Set auf die britische Schauspielerin Vivien Leigh, mit der sie gemeinsam ein Konvent besucht hatte. Mayer war ursprünglich gegen die Besetzung der seinerzeit noch unbekannten Leigh, die ein Jahr später die Rolle der Scarlett O’Hara in Vom Winde verweht erhalten sollte. Produzent Michael Balcon, selbst Brite, konnte Mayer jedoch davon abbringen, die Rolle der Elsa Craddock anderweitig zu besetzen, da es zu viel gekostet hätte, eine bekanntere Schauspielerin aus Hollywood nach England zu verschiffen. Die Dreharbeiten fanden vom 13. September bis Ende November 1937 statt. Mayer besuchte mehrfach das Set und gab Anweisungen. Dabei geriet er in Streit mit Produzent Balcon, der kurz darauf das Projekt verließ.
Der Film kam am 18. Februar 1938 in die US-amerikanischen Kinos, wo er sich als großer Kassenerfolg erwies. Im Deutschen Reich lief der Film im Sommer 1938 an. 1942 folgte eine Fortsetzung unter dem Titel A Yank at Eton mit Mickey Rooney in der Hauptrolle. Der Laurel-und-Hardy-Film A Chump at Oxford (1940) ist ebenfalls von Conways Film inspiriert. Der 1984 erschienene Film Oxford Blues, in dem Rob Lowe die Hauptrolle spielte, wurde im Zuge seiner Veröffentlichung als Remake von Conways Film von 1938 bezeichnet, weist jedoch nur wenige Gemeinsamkeiten auf.

## Kritiken
Für Frank S. Nugent von der New York Times war Der Lausbub aus Amerika „ein ungemein kurzweiliger Film“. Das liege jedoch nicht an der altbekannten Geschichte und auch nicht an Robert Taylor, sondern vor allem an den „glaubwürdigen“ Nebendarstellern, die mit ihrem „authentischen Oxford-Akzent“ neben „zwei äußerst attraktiven Hauptdarstellerinnen und den überzeugenden Universitätsbauten“ einen „vollkommen zufriedenstellenden Film über das Oxford-Leben“ hervorgebracht haben.
Variety bezeichnete den Film als „unterhaltsamen Hurra-Film“, der voller Schwung und Gefühl sei. Die „bisweilen urkomischen Abenteuer“ habe man mit „einer sentimentalen Geschichte“ verknüpft. Edmund Gwenn rage als Dekan des Cardinal College heraus. Auch Griffith Jones habe eine glaubwürdige Vorstellung gezeigt. O’Sullivan passe „mit ihrer Aussprache gut in das Ensemble“, und Vivien Leigh besteche „als College-Vamp durch ihr Aussehen und die spezielle Art“, die sie an sich habe.

## Deutsche Fassung
Die deutsche Synchronfassung entstand 1938 im MGM-Synchronisations-Atelier in Berlin.
| Rolle                      | Darsteller         | Synchronsprecher     |
| -------------------------- | ------------------ | -------------------- |
| Lee Sheridan               | Robert Taylor      | Gustav Knuth         |
| Dan Sheridan               | Lionel Barrymore   | Erich Ponto          |
| Molly Beaumont             | Maureen O’Sullivan | Ruth Hellberg        |
| Elsa Craddock              | Vivien Leigh       | Hilde Sessak         |
| Dekan des Cardinal College | Edmund Gwenn       | Ingolf Kuntze        |
| Paul Beaumont              | Griffith Jones     | Will Quadflieg       |
| Dekan Snodgrass            | C. V. France       | Franz Weber          |
| Scatters                   | Edward Rigby       | Wolf Trutz           |
| Cecil Davidson, Esq.       | Morton Selten      | Philipp Manning      |
| Dekan Williams             | Walter Kingsford   | Ernst Stahl-Nachbaur |
| Wavertree                  | Robert Coote       | Kurt Meisel          |
| Ramsey                     | Peter Croft        | Clemens Hasse        |
| Captain Wavertree          | Edmund Breon       | Will Dohm            |